# Farmakologický ústav Akademie věd České republiky
Farmakologický ústav Akademie věd České republiky, v.v.i., byl až do 1. ledna 2002 jedním z ústavů AV ČR a centrem výzkumu v oblasti farmakologie. Následně byl zrušen a část zaměstnanců přešla do Ústavu experimentální medicíny Akademie věd České republiky.

## Historie
Ústav vznikl v roce 1963, vedla jej profesorka Helena Rašková. Předchůdcem byla Laboratoř farmakologie na Ústavu organické chemie a biochemie ČSAV zaměřená na klinické testy cytostatik v roce 1959, která byla následníkem Oddělení experimentální terapie z roku 1956 při Ústavu pro výzkum výživy lidu. Z tohoto oddělení se v roce 1960 stal také samostatný Výzkumný ústav experimentální terapie při Ministerstvu zdravotnictví (budoucí IKEM). V roce 1969 se oddělil Ústav experimentálnej farmakológie a toxikológie SAV. Z vědecké instituce se postupně ústav přeměnil v poradní autoritu Ministerstva zdravotnictví schvalující výrobu nebo aplikaci léčiv, která po roce 1989 neměla uplatnění.